# ربيع عثمان
ربيع محمد عثمان (1 يوليو 1975) هو مدرب كرة قدم لبناني ولاعب سابق وهو المدرب الفني لنادي الرياضة والأدب.

## مهنة النادي
بدأ مسيرته المهنية في نادي حركة شباب، قبل أن ينضم إلى السلام زغرتا عام 1999. بعد موسمه الثالث مع النادي، تلقى عروضًا من الأندية الألمانية هامبرغر وميونيخ 1860؛ لكن النادي رفض بيعه.
في عام 2002، انتقل عثمان إلى أولمبيك بيروت مقابل مبلغ قياسي وطني قدره 30 ألف دولار. بقي في النادي عندما غيروا اسمه إلى طرابلس. بين عامي 2007 و2009، لعب عثمان مع منافسيه في الديربي، الإجتمايي؛ ثم انضم إلى السلام زغرتا عام 2009، ولعب معه حتى عام 2011.

## مهنة دولية
لفت أداء عثمان مع السلام زغرتا عام 1999 انتباه مدرب المنتخب اللبناني، الذي استدعاه لمباريات ودية استعدادًا لكأس آسيا 2000.

## مهنة إدارية
قام عثمان بتدريب نادي مجد طرابلس، قبل أن يتولى تدريب فريق الرياضة والأدب في الدرجة الثالثة في سبتمبر 2020. وكان أيضًا مدربًا لنادي الشباب أكاديمية ستاديوم لكرة القدم (SAF).

## الحياة الشخصية
وفي يناير 2014، أصيب عثمان بطلق ناري في ساقه نتيجة مشاجرة مرورية.

## الإنجازات
فردي
- فريق الموسم في الدوري اللبناني الممتاز: 1999-2000.[10]

## ملحوظات
1. ↑  غير النادي الاسم من أولمبيك بيروت إلى طرابلس في عام 2005.

## روابط خارجية
- ربيع عثمان على موقع أف آي لبنان (FA Lebanon)
- ربيع عثمان على فرق كرة القدم الوطنية.كوم
- اللاعب ربيع عثمان على موقع كووورة.